# Міжнародна конвенція про охорону інтересів виконавців, виробників фонограм і організацій мовлення
Міжнародна конвенція про охорону інтересів виконавців, виробників фонограм і організацій мовлення (англ. International Convention for the Protection of Performers, Producers of Phonograms and Broadcasting Organizations) була прийнята членами Всесвітньої організації інтелектуальної власності 26 жовтня 1961 року у місті Рим (Італія), та є одним з перших міжнародно-правових документів, що стосуються галузі суміжних прав.